# Desetka
Desetka je kuharska oddaja, ki so jo ob sobotah predvajali na POP TV. Voditelja oddaje sta Urban Demšar in Boštjan Napotnik.

## Opis
V vsaki Desetki imata voditelja na voljo 10 evrov, s katerimi morata kupiti sestavine in pripraviti celotno kosilo za 4 odrasle ljudi. V kuhinji se jima pridruži tudi znan gost.